# Erastria muscosa
Erastria muscosa là một loài bướm đêm trong họ Geometridae.